# Laura Perls
Laura Perls, geboren als Lore Posner (Pforzheim, 15 augustus 1905 – aldaar, 13 juli 1990) was een vooraanstaand Duits psychotherapeut. Ze werkte veel samen met haar man Fritz Perls, oprichter van de gestalttherapie, die ze samen ontwikkelden.

## Biografie
In 1921 raakte ze op haar 16e geïnteresseerd in psychologie, wat zoals bij velen begon na het lezen van "Interpretatie van dromen" van Sigmund Freud.
In 1930 trouwde ze met Fritz Perls. Ze ontmoetten elkaar tijdens het werk op het Frankfurt Psychologisch Instituut (1926). In 1933, nadat Adolf Hitler aan de macht kwam, gingen zij, haar man en hun oudste kind Renate (1931) naar Nederland. Een jaar later emigreerden ze naar Zuid-Afrika. In 1935 kregen de Perls een zoon, Stephen. In 1941 schreven ze Ego, honger en agressie, dat een jaar later werd gepubliceerd. Hoewel Laura Perls aan het boek bijdroeg wordt ze meestal niet als auteur genoemd. Haar man diende vanaf 1942 in het Zuid-Afrikaanse leger als legerpsychiater met de rang van kapitein. Hij bleef dit tot 1946.
In 1947 vertrokken Laura en Fritz Perls naar de Verenigde Staten, waar ze zich in New York vestigden. Nadat haar man in 1960 vertrok naar Californië, bleef Laura Pels in New York achter om het "New York Institute for Gestalt Therapy" te leiden dat zij in 1956 samen hadden gesticht. Haar man overleed in 1970 te Chicago; Laura overleed in 1990 in het Siloah Krankenhaus in haar geboorteplaats Pforzheim in Duitsland, waar ze op de joodse begraafplaats samen met haar man ligt begraven.